# قشلاق ملی حاجی همت
قشلاق ملی حاجی همت یک روستا در ایران است که در استان اردبیل واقع شده‌است. قشلاق ملی حاجی همت ۱۱ نفر جمعیت دارد.